# Metropol
Metropol a fost o formație de hard rock din România, înființată în 1968 la Oradea și dizolvată la sfârșitul anului 1994. Promotoare a unei muzici energice, amintind de sonoritatea formațiilor vestice de hard rock din ultimii ani 1960 (Iron Butterfly, Vanilla Fudge) și din deceniul următor (Deep Purple), Metropol ocupă un loc semnificativ în istoria muzicii rock din România, justificat de cele 3 albume lansate în intervalul 1979–1986 și de concertele spectaculoase susținute în epocă, comparabile cu cele ale formațiilor Phoenix, Roșu și Negru și Sfinx sau chiar superioare lor.

## Activitate
Membrii fondatori ai grupului sunt Tibor Vajda (voce), Csaba Elekes (chitară, voce), Attila Virányi (chitară bas, voce) și Sergiu Cornea (baterie). La scurt timp după debut, Cornea este înlocuit de Béla Ráduly. Timp de doi ani, formația cântă preluări la balurile organizate de Casa de Cultură a Sindicatelor din Oradea. În 1970 membrii încep să scrie piese proprii, iar un an mai târziu sunt efectuate înregistrări ale formației la Radio și Televiziune. Tot în 1971 grupul obține premiul U.T.C. la Festivalul muzical în limba maghiară Siculus, desfășurat la Odorheiul Secuiesc. În 1972, Metropol participă la Festivalul Artei Studențești de la Iași, obținând premiul special „pentru înaltă interpretare artistică”, și din nou la Festivalul Siculus, la care Vajda nu ia parte și unde piesa „Haróm fiú” (rom. Trei băieți), compusă de Elekes, este recompensată cu premiul de compoziție. Cu această ocazie sunt editate pe disc două piese ale grupului, în compilația Siculus '72, ce cuprinde piese ale muzicienilor premiați.
În anul următor, Vajda și Elekes ies din formație și sunt înlocuiți de András Orbán (chitară, voce) și László Trifán (chitară, voce). Grupul întreprinde turnee alături de ansamblul parizian Delphin Show International și obține la o nouă participare în Festivalul Siculus locul întâi la categoria muzică beat și premiul popularității. La fel ca formația bucureșteană Sfinx, Metropol scrie muzică de scenă pentru piesa Noile suferințe ale tânărului W. (1972) de Ulrich Plenzdorf, montarea fiind realizată la Teatrul de Stat din Oradea și având premiera în noiembrie 1973. În 1974, formația susține un concert intitulat „3+1”. Începând din această perioadă, Metropol are apariții tot mai frecvente în fața publicului bucureștean – la Sala Palatului, în Club A etc.
Primul material propriu semnat Metropol, un disc mic eponim, apare la Electrecord în 1974, la sfârșitul anului. Vara anului 1975 reprezintă aduce grupului o stagiune desfășurată la Costinești alături de Pro Musica, Basorelief și Cristal. Metropol figurează într-o ediție din 1977 a emisiunii de televiziune Caravana muzicală, interpretând o piesă în limba maghiară. Albumul Égig érhetne az ének (rom. Sunetul în zbor), cântat în limba maghiară, apare în 1978 și conține piesele de succes ale formației, deja cunoscute publicului de la concerte. În luna mai a aceluiași an, piesa „Atunci e bine” ocupă timp de o săptămână prima poziție în clasamentul revistei Săptămîna. În luna octombrie este înregistrat discul Vouă, lansat în anul următor. Acest album prezintă alături de câteva noi compoziții o parte din piesele de pe discul anterior, de data aceasta cu versuri în limba română; fața întâi a materialului este înregistrată din concert, ceea ce constituie o premieră națională.
În locul lui Trifán vine Alexandru Bica, care la rândul său este substituit de Marius „Bubu” Luca (chitară, voce). Împreună cu acesta din urmă este înregistrat discul Metropol 3, apărut în 1981. Luca părăsește grupul și înființează Metrock. În continuare, Metropol efectuează turnee peste hotare, în Cehoslovacia, Polonia și Ungaria. Virányi se stabilește în Germania, moment în care formația intră în inactivitate. La inițiativa lui Ráduly, în Metropol sunt aduși Ildikó Fogarasi-Iordănescu (chitară bas, voce), Zoltán Stier (chitară) și Attila Weinberger, iar din componența anterioară rămân doar Orbán și Ráduly. În 1986 este lansat albumul Din nou împreună, pe care nu figurează Weinberger.
În 1990, Ráduly se stabilește în Ungaria, unde impune grupul pe piața muzicală. Formația întreprinde numeroase turnee și pregătește lansarea unui nou disc. Ráduly moare într-un accident rutier în decembrie 1994, ceea ce duce la încetarea activității grupului.

## Discografie
| Apariție | Titlul discului                             | Tipul discului             | Casă de discuri | Număr de catalog |
| -------- | ------------------------------------------- | -------------------------- | --------------- | ---------------- |
| 1972     | Siculus '72                                 | compilație/album colectiv  | Electrecord     | indisp.          |
| 1974     | Metropol                                    | extended play              | Electrecord     | EDC 10.393       |
| 1978     | Égig érhetne az ének [rom. Sunetul în zbor] | album de studio            | Electrecord     | EDE 01401        |
| 1979     | Vouă                                        | album în concert/de studio | Electrecord     | EDE 01586        |
| 1981     | Metropol 3                                  | album de studio            | Electrecord     | EDE 01839        |
| 1986     | Din nou împreună                            | album de studio            | Electrecord     | EDE 03004        |
| 1988     | Costinești Rock                             | compilație/album colectiv  | Electrecord     | EDE 03476        |
| 1995     | In memoriam Ráduly Béla                     | album de studio            | indisp.         | indisp.          |
| 1999     | The Best of Club A                          | compilație/album colectiv  | Electrecord     | EDC 311          |
| 2004     | Reload LP 3 & 4                             | compilație proprie         | indisp.         | indisp.          |
| 2009     | Timpul chitarelor                           | album video colectiv       | TVR Media       | indisp.          |